# Zuid-Afrikaanse parlementsverkiezingen 1961
De Zuid-Afrikaanse parlementsverkiezingen van 1961 vonden op 30 maart 1961 plaats. De regerende Nasionale Party van premier Hendrik Frensch Verwoerd bleef de grootste partij. Overigens boekte de partij maar een bescheiden winst van twee zetels ten opzichte van 1958.
De belangrijkste oppositiepartij, de Verenigde Party van Sir De Villiers Graaff, verloor opnieuw. De nieuwe oppositiepartijen, de linkse Progressive Party en de gematigd conservatieve Nationale Union Party behaalden bescheiden succesjes.
De parlementsverkiezingen van 1961 waren de eerste landelijke verkiezingen na het uitroepen van de Republiek Zuid-Afrika eerder dat jaar.

## Uitslag

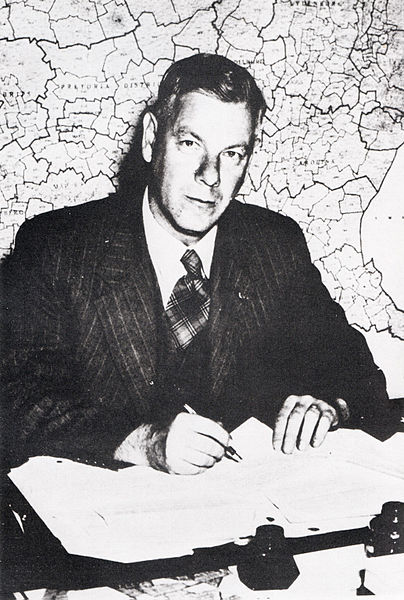
Hendrik Verwoerd

| Partij               | lijsttrekker             | %     | zetels | verschil |
| -------------------- | ------------------------ | ----- | ------ | -------- |
| Nasionale Party      | Hendrik Frensch Verwoerd | 46,1% | 105    | +2       |
| Verenigde Party      | Sir De Villiers Graaff   | 35,9% | 49     | -4       |
| National Union Party | Japie Basson             | 6,2%  | 1      | -        |
| Progressiewe Party   | Harry Lawrence           | 8,6%  | 1      | -        |
| Anderen              |                          | 3,2%  | 0      | -        |
| Totaal               |                          | 100%  | 156    |          |

Parlementsverkiezingen: 1910 · 1915 · 1920 · 1921 · 1924 · 1929 · 1933 · 1938 · 1943 · 1948 · 1953 · 1958 · 1961 · 1966 · 1970 · 1974 · 1977 · 1981 · 1984 · 1987 · 1989 · 1994 · 1999 · 2004 · 2009 · 2014 · 2019 · 2024

Referenda: 1960 · 1983 · 1992